# CUBERS
CUBERS（キューバーズ）は、2015年に結成された男性5人からなるボーイズユニットである。

## 概要
オーディション等を通して選ばれた5人により2015年に結成した。同年4月から7月までは『只今、研修中です。男子』という仮ユニット名称で活動をし、7月24日に二子玉川ライズで開催されたイベントのステージ上で正式名称が『CUBERS』となったことを発表した。CUBERSという名称には、枠にとらわれず枠から飛び出していくという意味が込められている。同年10月7日に『SHY』でインディーズ・デビューをした。その後、積極的にライブ活動を展開して人気を高め、「聴けるボーイズユニット」として各方面より支持を獲得している。
2019年5月8日にキングレコードよりメジャー・デビューをした。メジャー・デビューシングル『メジャーボーイ』表題曲の楽曲提供はつんく♂、振付は夏まゆみ、ミュージック・ビデオの監督は多田卓也が務めた。また、同曲は2019年春のとしまえんの公式テーマソング、TBS系テレビ『COUNT DOWN TV』の2019年5月度エンディング・テーマに起用された。
2024年3月31日に解散した。

## 略歴

### インディーズ（2015年4月 - 2019年5月）
2015年（平成27年）
- 4月9日[8]
『只今、研修中です。男子』という仮グループ名でプレ始動し、7月までは仮グループ名で活動[9]。
- 7月23日
雑誌「JUNON」9月号にて初のメディア掲載[9]。
- 7月24日
iTSCOM STUDIO & HALL 二子玉川ライズ（東京都世田谷区）にて開催されたKaleido Knight x iTSCOM主催イベント「Fanfare」において、正式ユニット名は『CUBERS』と発表し、10月7日にデビューシングル『SHY』の発売、夏から秋にかけてショッピングモールTOUR「CUBERS"よってらっSHY みてらっSHY ショッピングモール/インストアTOUR"」の開催、10月16日にグループ初のワンマンライブ「CUBERS 1stワンマン～今日こそと意気込んだday～」を六本木morph-tokyo（東京都港区）にて開催することを発表[10]。
- 8月16日 - 10月11日
ショッピングモールツアー「CUBERS"よってらっSHY みてらっSHY ショッピングモール/インストアTOUR"」を開催。
- 9月9日
六本木morph-tokyo（東京都港区）にてNEVA GIVE UP、ZOLA、AMAZ、社会ノ窓、松岡卓弥を迎えてのグループ初の自主企画ライブ「9月9日はCUBERSの日」を開催[11]。
- 10月7日
デビューシングル『SHY』を発売。
- 10月16日
六本木morph-tokyo（東京都港区）にてグループ初のワンマンライブ「CUBERS 1stワンマン～今日こそと意気込んだday～」を開催。
- 12月24日
JOL原宿（東京都渋谷区）にてクリスマス・イヴライブを開催し、2月10日に2ndシングル『Bi'Bi'Bi'』の発売、2月9日からリリースインストアツアー「ビビビッと来て欲しいから！TOUR」の開催、3月21日に2度目のワンマンライブ「ばっちりキメたらOK? OK!」を六本木morph-tokyo（東京都港区）にて開催することを発表[12][13]。

2016年（平成28年）
- 1月29日
CUBERS公式サイトがオープン[14]。
- 2月9日 - 3月20日
リリースインストアツアー「ビビビッと来て欲しいから！TOUR」を開催。
- 2月10日
2ndシングル『Bi'Bi'Bi'』を発売。シングル表題曲のミュージック・ビデオは加藤マニが監督を務めた[15][16]。
- 3月20日
味の素フィールド西が丘（東京都北区）にて行われたJ3リーグ第2節FC琉球戦（FC東京U-23のホーム開幕戦）キックオフ前イベントに登場[17]。グループカラーが青と赤で同色のCUBERSは「FC東京U-23応援隊」として出演した。
- 3月21日
六本木morph-tokyo（東京都港区）にて2ndワンマンライブ「ばっちりキメたらOK? OK!」を開催[18]。1stワンマンライブの倍となる観客動員を記録した[19]。
- 5月22日
Club333（東京都港区）にてライブイベントを開催し、7月20日に3rdシングル『STAND BY YOU』の発売、6月4日からリリースイベントツアー「CUBERS 3rdシングル「STAND BY YOU」発売記念～今日もまた歌いに行くので、今日もまた一つになろうTOUR～」の開催、6月に3週連続での「CUBERS×人力舎若手芸人コラボ企画」の開催を発表[20]。
- 6月4日 - 7月31日
3rdシングルリリースイベントツアー「CUBERS 3rdシングル「STAND BY YOU」発売記念～今日もまた歌いに行くので、今日もまた一つになろうTOUR～」を開催。
- 6月2日、9日、16日
JOL原宿（東京都渋谷区）にてイベント「CUBERS×人力舎若手芸人コラボ企画」を開催[21]。
- 7月2日
ミクシィ本社（東京都渋谷区）にてイベント「CUBERSミニライブ&トークショー2016July」を開催し、3rdシングル『STAND BY YOU』の表題曲がCUBERS初のTVタイアップとなるテレビ朝日系「Break Out」の7月度エンディング曲に決定したことを発表[22]。
- 7月20日
3rdシングル『STAND BY YOU』を発売。シングル表題曲のミュージック・ビデオは2ndシングルに続き加藤マニが監督を務めた[23]。
- 7月24日
グループ結成1周年をむかえ、ミクシィ本社（東京都渋谷区）にてイベント「“CUBERS結成1周年記念日”3rd SG DVD盤発売&JUNON CUBERS 3P特集記念！SPECIAL EVENT」を開催し、9月8日に1stアルバム『PLAY LIST』の発売、11月20日に3度目のワンマンライブ「CUBERS 3rdワンマン～覚めないで、消えないで～」を表参道 GROUND（東京都渋谷区）にて開催、9月3日からリリースイベントツアー「1stアルバム「PLAY LIST」発売記念～自分にピッタリのサイズで歩こうTOUR～」の開催、10月23日から「学園祭TOUR2016」を開催することを発表[24]。
- 9月3日 - 11月12日
1stアルバムリリースイベントツアー「1stアルバム「PLAY LIST」発売記念～自分にピッタリのサイズで歩こうTOUR～」を開催。
- 9月8日
1stアルバム『PLAY LIST』を発売。リリースにあたり、グループのキャッチフレーズをデビュー時から掲げてきた「弟にしたいボーイズユニット」から「聴けるボーイズユニット」に一新[25]。
- 10月16日
WWW（東京都渋谷区）にて開催されたライブイベント「Boys Style Presents『みんなでWWW（はぁはぁはぁ）』」に出演し、12月4日からフリーライブツアー「クリスマスTOUR～過去の衣装をランダムに着ますよ～」の開催、12月25日にミクシィ本社ファーストタワー 7階（東京都渋谷区）にてフリーライブ「Christmas Special～2016年の感謝を込めて入場無料開催します～」を開催することを発表[26]。
- 10月23日 - 11月13日
「学園祭TOUR2016」を開催。
- 11月20日
表参道 GROUND（東京都渋谷区）にて3度目のワンマンライブ「CUBERS 3rdワンマン～覚めないで、消えないで～」を開催[27]。
- 12月4日、11日、18日
フリーライブツアー「クリスマスTOUR～過去の衣装をランダムに着ますよ～」を開催[28]。

2017年（平成29年）
- 2月12日
東京イースト21（東京都江東区）にてイベント「CUBERS バレンタインSpecial Event～野外で寒そうですが、何かしらの発表が？～」を開催し、4月19日に1st EP盤『シアン』の発売、4月1日からリリースイベントツアー「CUBERS 1st EP「シアン」発売記念～CMYKのシアンだよね？TOUR～」を開催することを発表（発表当時はEP盤、ツアーともにタイトルは未定）[29]。
- 3月2日
「FC東京U-23応援隊」として活動しているCUBERSのメンバーが初めて作詞に挑戦した楽曲『TOKYO HERO』が、TOKYO MXのスポーツ番組「F.C.TOKYO 魂！」のエンディングテーマに決定[30]。
- 4月1日 - 5月27日
1st EP盤リリースイベントツアー「CUBERS 1st EP「シアン」発売記念～CMYKのシアンだよね？TOUR～」を開催。
- 4月19日
1st EP盤『シアン』を発売。
- 5月21日
表参道 GROUND（東京都渋谷区）にてツーマンライブ「ZOLA×CUBERS 2マン～Wリリースパーティー～」を実施し、8月6日にJZ Brat Sound of Tokyo（東京都渋谷区）にて「夏の”踊らないワンマン”～豪華なフルバンド編成！生演奏でお届けします～」を開催することを発表。フルバンド編成でのワンマンライブの開催は、CUBERSの活動史上初[31]。
- 7月12日
10月21日、22日に馬事公苑（東京都世田谷区）にて開催される野外ロックフェス「騎馬武者ロックフェス2017～おかえり ただいまぼくらのふるさとまつり～」への出演が決定。野外ロックフェスへの出演は、CUBERSの活動史上初めてのことであり、当フェスに男性アイドルが出演するのはCUBERSが初[32]。
- 7月23日
ミクシィ本社（東京都渋谷区）にて結成2周年イベント「JUNON”CUBERS特集”記念スペシャル感謝祭！」を開催し、10月4日に2nd EP盤『マゼンタ』の発売、11月5日に渋谷WWWにてワンマンライブ「CUBERSワンマンライブ～今年EP2枚リリースしたのに、大きなワンマンしてないよね？～」を開催することを発表[33]。
- 8月6日
JZ Brat Sound of Tokyo（東京都渋谷区）にてワンマンライブ「夏の”踊らないワンマン”～豪華なフルバンド編成！生演奏でお届けします～」を開催[34]。
- 9月2日 - 11月12日
2nd EP盤リリースイベントツアー「CUBERS 2nd EP『マゼンタ』発売記念～やっぱりCMYKのマゼンタだったTOUR～」を開催。
- 10月4日
2nd EP盤『マゼンタ』を発売。リード曲『君に願いを』のミュージック・ビデオは、CUBERSにとって初となる女性監督、森岡千織が監督を務めた[35]。
- 11月5日
WWW（東京都渋谷区）にてワンマンライブ「CUBERSワンマンライブ～今年EP2枚リリースしたのに、大きなワンマンしてないよね？～」を開催[36]。
- 12月3日 - 12月23日
モールツアー「クリスマスTOUR2017～今年も過去の衣装をランダムに着ますよ～」を開催。
- 12月28日
JOL原宿（東京都渋谷区）にて定期ライブ「JOL原宿 定期公演”卒業ライブ”」を開催。2015年からJOL原宿にて実施してきた定期ライブが終了[37]。

2018年（平成30年）
- 1月8日
JZ Brat Sound of Tokyo（東京都渋谷区）にてワンマンライブ「冬の”踊らないワンマン2018”～新春からフルバンド編成でお届けします～」を開催[38]。
- 2月13日
HMV＆BOOK SHIBUYA（東京都渋谷区）にて「CUBERS Valentine LIVE2018＆特典会」を開催し、4月18日に4thシングル『それじゃ、よろしく』の発売、5月27日にMt.RAINIER HALL SHIBUYA PLEASURE PLEASUREにてCUBERSの活動史上初のホールワンマンライブ「CUBERSワンマンライブ～それじゃ、ホールワンマン～」を開催することを発表[39]。
- 3月3日 - 4月22日
4thシングルリリースイベントツアー「CUBERS 4th SG『それじゃ、よろしく』発売記念～2018年春を駆けるTOUR～」を開催。
- 4月18日
4thシングル『それじゃ、よろしく』を発売[40]。表題曲のミュージック・ビデオには埼玉県・さいたま市立浦和高等学校の吹奏楽部、私立大宮開成高等学校の吹奏楽部とチアリーダー部に所属する総勢100人の高校生が出演している[41]。
- 5月27日
Mt.RAINIER HALL SHIBUYA PLEASURE PLEASURE（東京都渋谷区）にてホールワンマンライブ「CUBERSワンマンライブ～それじゃ、ホールワンマン～」を開催し[42]、8月5日にJZ Brat Sound of Tokyo（東京都渋谷区）にてワンマンライブ「夏の“踊らないワンマン2018”～豪華なフルバンド編成！生演奏でお届けします～」を開催することを発表[43]。
- 7月29日
東京ドームシティ ラクーアガーデンステージ（東京都文京区）にてCUBERSの結成3周年記念フリーライブ「CUBERS SPECIAL SUMMER FREE LIVE～夏フェスよりも熱く～」を開催し、11月21日に5thシングル『SHOOTING STAR』の発売、9月8日にヴィーナスフォート教会広場（東京都江東区）にてイベント「CUBERS DAY SPECIAL DAY LIVE」を開催することを発表（発表当時、5thシングルのタイトルは未定）[44]。
- 8月5日
JZ Brat Sound of Tokyo（東京都渋谷区）にてワンマンライブ「夏の“踊らないワンマン2018”～豪華なフルバンド編成！生演奏でお届けします～」を開催[45]。
- 9月8日
ヴィーナスフォート教会広場（東京都江東区）にてイベント「CUBERS DAY SPECIAL DAY LIVE」を開催し、12月24日にニコファーレ（東京都港区）にてワンマンライブ「CUBERS Xmas Special Live Show～今君に降り積もれWhite Snow～」を開催することを発表（発表当時、タイトルは未定）[46]。
- 9月8日 - 11月24日
5thシングルリリースイベントツアー「CUBERS 5th SG「SHOOTING STAR」発売記念 “Let’s start it.It’s TOUR”」を開催。
- 9月30日
LOFT9 Shibuya（東京都渋谷区）にてイベント「CUBERS ファンミーティング2018 September ～秋の一斉学力調査 結果発表～」を開催する予定だったが、平成30年台風第24号の影響で中止となった[47]。
- 11月21日
5thシングル『SHOOTING STAR』を発売。2018年12月03日付のオリコン週間シングルチャートで10位を獲得し、CUBERS初のオリコンチャートTOP10入りを果たす。
- 11月24日
ヴィーナスフォート教会広場（東京都江東区）にて5thシングルリリースイベントツアー「CUBERS 5th SG「SHOOTING STAR」発売記念 “Let’s start it.It’s TOUR”」の最終公演を開催し、2019年3月3日にLIQUIDROOM（東京都渋谷区）でのワンマンライブの開催、2月1日から全国をキャンピングカーで回るライブツアー「CUBERSの！全国キャンピングカーTOUR」を開催することを発表[48]。
- 12月24日
ニコファーレ（東京都港区）にてワンマンライブ「CUBERS Xmas Special Live Show～今君に降り積もれWhite Snow～」を開催し、2019年5月にキングレコードよりメジャー・デビューをすること、メジャー・デビュー曲はつんく♂による楽曲提供であることがステージ上でメンバーにサプライズ発表された[49]。また、2月13日にベストアルバム『はじめてのCUBERS』の発売、3月3日にLIQUIDROOM（東京都渋谷区）にて行われるワンマンライブのタイトルが「インディーズ卒業ワンマンライブ～入場無料を超えた“100 円貰えちゃうワンマン”!?～」に決定したことを発表[50]。

2019年（平成31年）
- 1月19日
duo MUSIC EXCHANGE（東京都渋谷区）にてワンマンライブ「冬の”踊らないワンマン2019”～豪華なフルバンド編成！生演奏でお届けします～」を開催[51]。
- 2月1日 - 2月17日
インディーズベストアルバムリリースイベントツアー「CUBERSの！全国キャンピングカーTOUR」を開催。
- 2月13日
インディーズベストアルバム『はじめてのCUBERS』を発売。
- 2月17日
ヴィーナスフォート教会広場（東京都江東区）にてインディーズベストアルバムリリースイベントツアー「CUBERSの！全国キャンピングカーTOUR」の最終公演を開催し、5月発売のメジャー・デビューシングルの収録曲が、としまえん2019年春の公式テーマソングに決定したことを発表[52]。
- 3月3日
LIQUIDROOM（東京都渋谷区）にてワンマンライブ「CUBERSインディーズ卒業ワンマンライブ 〜入場無料を超えた“100円貰えちゃうワンマン”!?〜」を開催し、つんく♂作詞作曲によるメジャー・デビューシングルのタイトルが『メジャーボーイ』であること、発売日が5月8日に決定したことがステージ上でメンバーにサプライズ発表された[53]。
- 3月21日
としまえん それいゆステージ（東京都練馬区）にてライブイベント「としまえんタイアップ記念スペシャルライブ」を開催。メジャー・デビュー曲『メジャーボーイ』の初パフォーマンスと新衣装が披露される予定だったが、メンバーの綾介がダンスレッスン中に足を捻挫してしまい、「（メジャー・デビュー曲は）5人揃って初披露したい」というメンバーの希望もあり、初披露は4月6日に延期された。イベントには綾介を除く4人が出演した[54]。
- 4月6日
メジャー・デビューにあたり、グループのキャッチフレーズを1stアルバム発売時から掲げてきた「聴けるボーイズユニット」から「友情・努力・音楽！」に一新、7月にグループ初の東名阪ツアー「CUBERS 初の東名阪TOUR 〜SUMMER of MAJOR BOY〜」を開催することを発表（発表当時、ツアーのタイトルは未定）[55]。
また、21時にメジャー・デビューシングル『メジャーボーイ』表題曲のミュージック・ビデオを公開し、振付は夏まゆみ、ミュージック・ビデオの監督は多田卓也が担当していることが明かされた[5]。
- 4月6日 - 5月12日
メジャー・デビューシングル『メジャーボーイ』リリースツアーを開催。

### メジャー（2019年5月 - 2024年3月）
2019年（令和元年）
- 5月8日
メジャー・デビューシングル『メジャーボーイ』を発売。2019年05月20日付のオリコン週間シングルチャートで6位を獲得。
- 5月25日
LOFT9 Shibuya（東京都渋谷区）にてイベント「CUBERS ファンミーティング2019 May」を開催。
- 7月7日、20日、28日
東名阪ツアー「CUBERS 初の東名阪TOUR 〜SUMMER of MAJOR BOY〜」を開催。このライブにおいて、メジャー・デビューシングル『メジャーボーイ』表題曲の振付を担当している夏まゆみがSupervising Show Directorとして参加している。
- 7月28日
WWW X（東京都渋谷区）にて東名阪ツアー「CUBERS 初の東名阪TOUR 〜SUMMER of MAJOR BOY〜」の最終公演を開催し、10月9日にひなんちゅ（SILENT SIREN）作詞、ひろせひろせ（フレンズ）作曲によるメジャー・2ndシングル『妄想ロマンス』の発売[56]、秋に東名阪ツアー「CUBERS 東名阪TOUR〜僕と君の妄想ロマンス〜」を開催することを発表（発表当時、ツアーのタイトルは未定）[57]。
- 9月7日 - 10月14日
メジャー・2ndシングル『妄想ロマンス』のリリースイベントツアーを開催[注 1]。
- 10月9日
メジャー・2ndシングル『妄想ロマンス』を発売。表題曲はCUBERSにとって初となる女性による作詞で、ひなんちゅ（SILENT SIREN）が務め[58]、振付は竹中夏海が務めた[59]。
- 10月14日
東京ドームシティ ラクーアガーデンステージ（東京都文京区）にてメジャー・2ndシングル『妄想ロマンス』のリリースイベントツアーの最終公演を開催し、12月25日にLoppi、HMV限定のシングル『Fire Dance』を発売することを発表（発表当時、タイトルは未定）[60][61]。
- 11月9日
渋谷CLUB QUATTRO（東京都渋谷区）にて東名阪ツアー「CUBERS 東名阪TOUR〜僕と君の妄想ロマンス〜」の初日公演を開催し、12月23日からCUBERS初の冠テレビ番組「CUBERSの今日なにする～？」を歌謡ポップスチャンネル（CSデジタル放送など）にて放送すること、12月にCUBERS初のコラボカフェの開催、12月に12月25日発売のLoppi、HMV限定のシングル『Fire Dance』のリリースイベントを開催することを発表[62]。
- 11月9日、24日、12月1日
東名阪ツアー「CUBERS 東名阪TOUR〜僕と君の妄想ロマンス〜」を開催[63]。このライブツアーにおいて、2019年7月に行われた東名阪ツアー「CUBERS 初の東名阪TOUR 〜SUMMER of MAJOR BOY〜」に引き続き、夏まゆみが監修、演出として参加した。
- 12月7日 - 12月28日
12月25日発売のLoppi、HMV限定のシングル『Fire Dance』のリリースイベントを開催。
- 12月14日
12月25日発売のLoppi、HMV限定のシングル『Fire Dance』が音楽配信サイトにてCDシングルの発売より先行して配信された[64]。
- 12月23日
歌謡ポップスチャンネル（CSデジタル放送など）の「WOWOW PLUS MUSIC -深夜1時の音楽タイム-」にて、CUBERS初の冠テレビ番組「CUBERSの今日なにする～？」が放送開始（全4回）。
- 12月25日
Loppi、HMV限定のシングル『Fire Dance』を発売[65]。
Mt.RAINIER HALL SHIBUYA PLEASURE PLEASURE（東京都渋谷区）にてアップアップガールズ（2）とのツーマンライブ「もういっちょTV presents「CUBERS ×アップアップガールズ（2） Xmas 2マンライブ」」を開催[66]。
- 12月28日
渋谷マルイ（東京都渋谷区）にてLoppi、HMV限定のシングル『Fire Dance』のリリースイベントの最終公演を開催し、2020年3月4日にメジャー・3rdシングル『WOW』の発売、2020年5月23日にCUBERSの活動史上最大のキャパシティとなる、東京国際フォーラム ホールC（東京都千代田区）でのワンマンライブ「CUBERS 国際フォーラムC LIVE 2020」を開催することを発表（発表当時、ライブのタイトルは未定）[67]。

2020年（令和2年）
- 1月12日
duo MUSIC EXCHANGE（東京都渋谷区）にてワンマンライブ「冬の“踊らないワンマン2020”～豪華なフルバンド編成！生演奏でお届けします～」を開催[68]。
- 1月18日 - 2月23日
メジャー・3rdシングル『WOW』のリリースイベントツアーを開催。本来、3月8日までの開催を予定していたが、2019年に発生が確認されたウイルス・SARSコロナウイルス2（SARS-CoV-2）の感染拡大の状況と、政府及び関係機関等の方針[69][70]を鑑み、予定されていた2月29日以降の全日程が中止となった[71]。加えて、3月14日にとしまえん それいゆステージ（東京都練馬区）にて開催する予定だったフリーライブ「CUBERS White day Special Live」[72]も先述と同様の理由で開催が中止となった[71]。
- 2月5日
MUSIC ON! TV（CSデジタル放送など）にて、CUBERSの冠コーナー「週刊CUBERS」が音楽情報番組「ZOOM UP!」内にて放送開始（放送開始当時、コーナーのタイトルは未定）[73]。
- 2月12日
フジテレビ系列「めざましテレビ」においてメジャー・3rdシングル『WOW』表題曲のミュージック・ビデオの一部が公開され、同日、午後10:00（JST）からYouTubeプレミアにて全編が公開された[74]。
- 2月14日
メジャー・3rdシングル『WOW』の表題曲と当シングル収録の末吉9太郎のソロ曲『顔面国宝！それなー』が音楽配信サイトにてCDシングルの発売より先行して配信された。
- 3月4日
メジャー・3rdシングル『WOW』を発売[67]。
タワーレコード渋谷B1F CUTUP STUDIO（東京都渋谷区）にて「CUBERS 3rdシングル『WOW』発売記念 無観客ライブ」を開催し、その模様がライブストリーミング配信サービスLINE LIVEにて配信された[75][注 2]。
- 3月30日
メンバーの末吉9太郎、春斗、綾介がNHK連続テレビ小説『エール』の第1回放送（初回放送）において、夏まゆみが振付を担当したフラッシュモブシーンにダンサーとして出演[76]。
- 4月3日
Club Mixa（東京都豊島区）にて「CUBERS“重大発表”無観客ライブ」を開催し、その模様がライブストリーミング配信プラットフォーム・LINE LIVEにて配信され[77]、6月24日にメジャー・1stアルバム『MAJOR OF CUBERS』を発売することを発表[78]。
- 4月15日
午前00:00（JST）からメジャー・1stアルバム『MAJOR OF CUBERS』のリード曲『全然今しかない』が音楽配信サイトにてCDアルバムの発売より先行して配信された[79]。
- 4月21日
午後11:00（JST）からメジャー・1stアルバム『MAJOR OF CUBERS』のリード曲『全然今しかない』のミュージック・ビデオがYouTubeプレミアにて全編が公開され、振付はメジャー・デビュー曲『メジャーボーイ』表題曲の振付も担当した夏まゆみ、監督はスミスが担当していることが明かされた[80]。
- 5月23日
東京国際フォーラム ホールC（東京都千代田区）にてワンマンライブ「CUBERS 国際フォーラムC LIVE 2020」を開催する予定だったが[81]、SARSコロナウイルス2（SARS-CoV-2）の感染拡大の状況と、同年4月7日に発出された新型コロナウイルス感染症に関する緊急事態宣言[82][注 3]の期限延長などの政府および関係機関の方針を鑑み[83][84]、開催を見合わせた[85]。
- 5月27日
午前00:00（JST）からメジャー・1stアルバム『MAJOR OF CUBERS』に収録されている楽曲『Yeah! 僕らは変わらない』が音楽配信サイトにてCDアルバムの発売より先行して配信された[86]。
- 6月15日
メジャー・1stアルバム『MAJOR OF CUBERS』に収録されている楽曲『Yeah! 僕らは変わらない』のミュージック・ビデオが動画投稿サイト・YouTubeにて公開された[87]。
- 6月24日
メジャー・1stアルバム『MAJOR OF CUBERS』を発売[88]。
午後9:00（JST）より、東京都内のライブ会場にてライブ「CUBERS 無観客フリーライブ ～Major 1st Album「MAJOR OF CUBERS」Release Party～」を開催し、その模様が動画投稿サイト・YouTubeにて配信され[89]、インターネットを通じて日本全国、全世界をCUBERSが飛び回ることをコンセプトにしたインターネット配信ライブ「CUBERS NET LIVE TOUR」を7月11日より開催することが発表された[90]
- 7月11日 - 7月24日
インターネット配信ライブ・ツアー「CUBERS NET LIVE TOUR」を開催[91]。インターネットを通じて日本全国、全世界を飛び回ることをコンセプトに7月11日の「北海道、東北地方」公演で始まり、12日に「中部地方、群馬県、山梨県、栃木県、茨城県」公演、19日に「東京都、神奈川県、千葉県、埼玉県」公演、23日に「関西地方、中国地方、四国地方、九州地方、沖縄県」公演、24日に「全世界」公演が行われた[92]。
- 8月22日
インターネット配信ライブ「夏の"踊らないワンマン2020" ～豪華なフルバンド編成！生演奏でお届けします～」を開催[93]。
- 9月8日
午後9:00（JST）からグループの冠番組「CUBERSのキュバっていこうぜ!!」がライブストリーミング配信プラットフォーム・LINE LIVEにて配信され[94]、11月11日にメジャー・4thシングル『ピンキーリング』を発売することを発表した。また、同日に発表されたグループの新たな宣伝材料用写真にはアートディレクター・グラフィックデザイナーの千原徹也が携わった[95]。
- 9月16日
末吉9太郎のソロ曲『推し肌恋しい』が音楽配信サイトにて発売された。
- 10月7日
午前00:00（JST）からメジャー・4thシングル『ピンキーリング』（作詞：児玉雨子、作曲：青葉祐五・大山聖福）の表題曲が音楽配信サイトにてCDシングルの発売より先行して配信された。
- 10月11日
午後9:00（JST）からメジャー・4thシングル『ピンキーリング』の表題曲のミュージック・ビデオがYouTubeプレミアにて公開された。ミュージック・ビデオは川崎龍弥が監督[96]、ダンスグループ・GANMIのSota（Sota Kawashima）が振付を務めた。
- 10月28日
午前00:00（JST）からメジャー・4thシングル『ピンキーリング』に収録されている楽曲『強くあれ』（作詞・作曲：工藤大輝（Da-iCE）、編曲：SHIMADA（天才凡人））[97]と『インターフェース・ウィンターベル』が音楽配信サイトにてCDシングルの発売より先行して配信された。
- 11月11日
メジャー・4thシングル『ピンキーリング』を発売。午後8:00（JST）からストリーミング配信プラットフォーム・LINE LIVEにてCUBERSとYouTuber・音楽ユニットのスカイピースが出演する「CUBERS『ピンキーリング』発売記念LINE LIVE」が配信され[98]、2020年5月23日に開催を予定していたワンマンライブ「CUBERS 国際フォーラムC LIVE 2020」を2021年2月28日に開催することを発表[99]。

2023年（令和5年）
- 6月14日
解散を発表[100]。

2024年（令和6年）
- 3月31日
豊洲PITでラストライブ「CUBERS LAST LIVE - Final scene and Life goes on -」を開催し解散した[101]。

## メンバー
TAKA（タカ）
1993年11月14日生まれ（31歳）、愛媛県出身、身長180cm、AB型。特技はサッカー。舞台俳優としても活躍。
優（ユウ）
1997年1月6日生まれ（28歳）、東京都出身、身長170cm。A型。メンバー最年少。
春斗（ハルト）
1991年3月5日生まれ（34歳）、東京都出身、身長172cm、O型。特技は料理。メインボーカル。
綾介（リョウスケ）
1993年8月26日生まれ（31歳）、佐賀県出身、身長171cm、A型。特技はダンス（POP）。A型。幼い頃から大阪、佐賀、韓国、東京などで過ごす。
末吉9太郎（スエヨシキュウタロウ）
1993年7月28日生まれ（31歳）、千葉県出身、身長168cm、B型。2016年3月音楽大学を卒業。

## 作品
￼

### その他
- Baby fever - 只今、研修中です。男子

2015年4月から同年7月までのプレ活動期間中の仮グループ名「只今、研修中です。男子」の楽曲。音源化はされていない。
- なんで夜なのにサングラスかけてんの - 末吉9太郎、綾介

作詞・作曲：末吉9太郎、振付：綾介
末吉9太郎と綾介によるユニット・ソング。末吉がメンバーの綾介に普段から感じている疑問を詞と曲にした楽曲。LIQUIDROOM（東京都渋谷区）にて開催されたワンマンライブ「CUBERSインディーズ卒業ワンマンライブ 〜入場無料を超えた“100円貰えちゃうワンマン”!?〜」にて初めて披露された。2019年3月18日から3月25日までの1週間限定で特設サイト「CUBERS WAKU!WAKU! YEAR 2018-2019」にて無料で配信された。

## タイアップ
| 曲名               | タイアップ | 収録作品                                                      |
| ------------------ | --- | ------------------------------------------------------------- |
| STAND BY YOU       | テレビ朝日系列 『BREAK OUT』 2016年7月度エンディング・テーマ | 3rdシングル『STAND BY YOU』（2016年7月20日発売）              |
| Samenaide          | フジテレビほか『ミューサタ』 2016年9月度エンディング・テーマ | 1stアルバム『PLAY LIST』（2016年9月8日発売）                  |
| Circus             | 関西テレビ『ちゃちゃ入れマンデー』 2017年5・6月度エンディング・テーマ | 1st EP『シアン』（2017年4月19日発売）                         |
| TOKYO HERO         | TOKYO MX『F.C. TOKYO魂!』 2017年3月 - 12月度エンディング・テーマ | 2nd EP『マゼンタ』（2017年10月4日発売）                       |
| 君に願いを         | フジテレビ系列 『奇跡体験!アンビリバボー』 2017年10 - 12月度エンディング・テーマ | 2nd EP『マゼンタ』（2017年10月4日発売）                       |
| それじゃ、よろしく | 恋愛シミュレーションゲーム『干支かれ〜十二支に猫が漏れた理由〜』主題歌 | 4thシングル『それじゃ、よろしく』（2018年4月18日発売）        |
| Listen to Miracle  | 朗読劇『メイクヒーローDMM VR THEATER Version』主題歌 | 4thシングル『それじゃ、よろしく』（2018年4月18日発売）        |
| メジャーボーイ     | としまえん2019年春の公式テーマソング TBS系列『COUNT DOWN TV』2019年5月度エンディング・テーマ テレビ埼玉『V-Clips』2019年5月度オープニング・テーマ                                         | メジャー・1stシングル『メジャーボーイ』（2019年5月8日発売）   |
| WOW                | BCL カンパニー『Clear Last（クリアラスト）』タイアップソング 日本テレビ系列『バズリズム02』2020年3月度オープニング・テーマ MUSIC ON! TV（エムオン!）『ZOOM UP!』2020年3月度エンドトラック | メジャー・3rdシングル『WOW』（2020年3月4日発売）              |
| 全然今しかない     | 富山テレビ『bbt music selection』2020年7月度オープニング・テーマ | メジャー・1stアルバム『MAJOR OF CUBERS』（2020年6月24日発売） |

## 出演

### テレビドラマ
- 連続テレビ小説 エール（2020年、NHK総合）- ダンサー 役（末吉9太郎・春斗・綾介）[117]

### 舞台
- ぼくらの七日間戦争2022（2022年2月4日 - 6日、東京建物 Brillia HALL） - 佐竹哲郎 役（春斗）、佐竹俊郎 役（優）
- 素敵なカミングアウト（2022年5月17日 - 22日、六行会ホール） - 苫米地重彦 役（春斗と優のWキャスト）
- 淡海乃海-天下静謐の雫となりて-（2024年5月29日 - 6月2日、草月ホール） - 六角左京大夫輝頼 役（優）[118]